# Famiglia Marbot

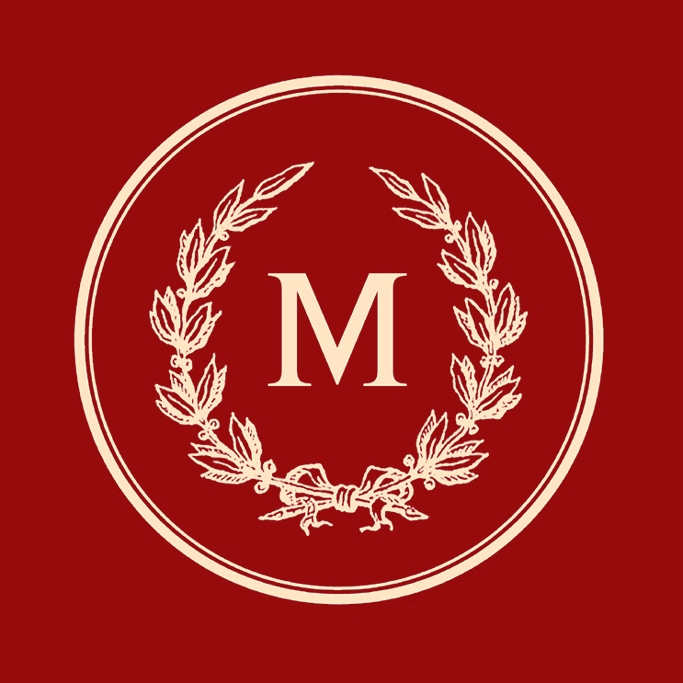
Sigillo della famiglia Marbot

La famiglia Marbot (AFI: /maʁbo/) è originaria dell'antica provincia del Quercy, vicino a quello che oggi è il dipartimento di Corrèze nella Francia sudoccidentale. Si distinse principalmente in campo militare.
Il suo nome è inciso sull'Arco di Trionfo a Parigi (pilastro ovest, 34ª colonna).

## Membri

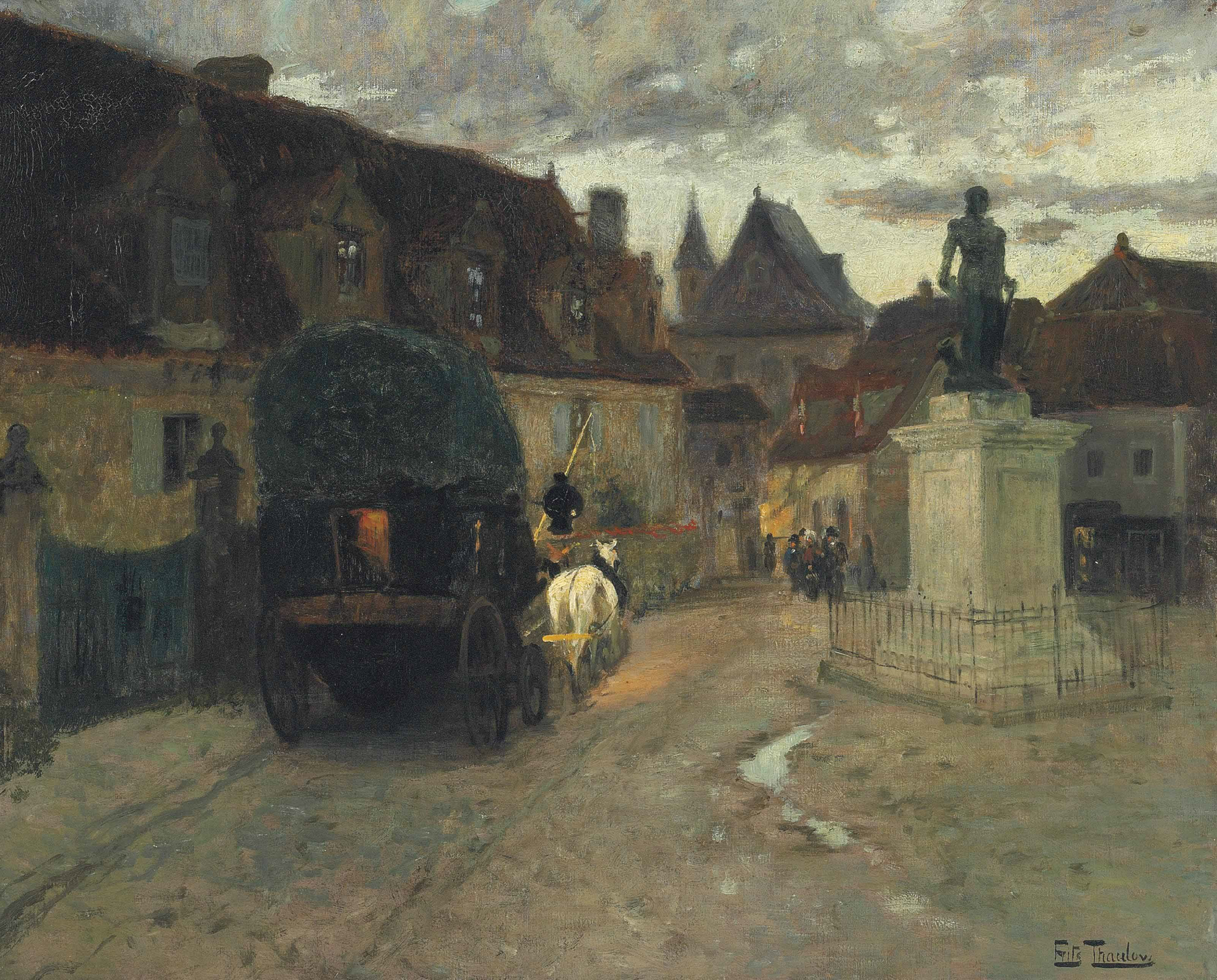
Piazza Marbot a Beaulieu-sur-Dordogne di Frits Thaulow

Membri illustri di questa famiglia includono:
- Adolphe Charles Alfred, chiamato Alfred Marbot (1812-1865), pittore, storico e uniformologo francese.[4]
- Antoine Adolphe Marcelin, chiamato Adolphe Marbot (1781-1844), generale di brigata francese, commendatore della Legion d'onore.[5]
- Charles Rémy Paul, chiamato anche Paul Marbot (1847-1912), commissario della Marina francese, cavaliere della Legion d'onore.[6]
- François-Achille, chiamato anche Achille Marbot (1817-1866), governatore ad interim e ordinatore della Riunione, ufficiale della Legion d'onore.[7]
- Jean-Antoine, chiamato anche Antoine Marbot (1754-1800), generale di divisione e uomo politico francese, nome inciso sull'Arco di Trionfo.
- Jean-Baptiste Antoine Marcelin, chiamato Marcellin Marbot (1782-1854), generale di divisione, grand'ufficiale della Legion d'onore.[8]
- Louis Marie Joseph, chiamato anche Joseph Marbot (1878-1931), ingegnere francese, costruttore di ferrovie in Turchia e Siria.
- Marie Rémy Joseph, chiamato Joseph Marbot (1862-1929), capitano di fregata della Marina francese, ufficiale della Legion d'onore.[9]
- René Marie André, chiamato René Marbot (1922-2020), tenente delle Forze francesi libere e industriale francese, ufficiale della Legion d'onore, commendatore dell'ordine nazionale al merito.[10]

## Genealogia

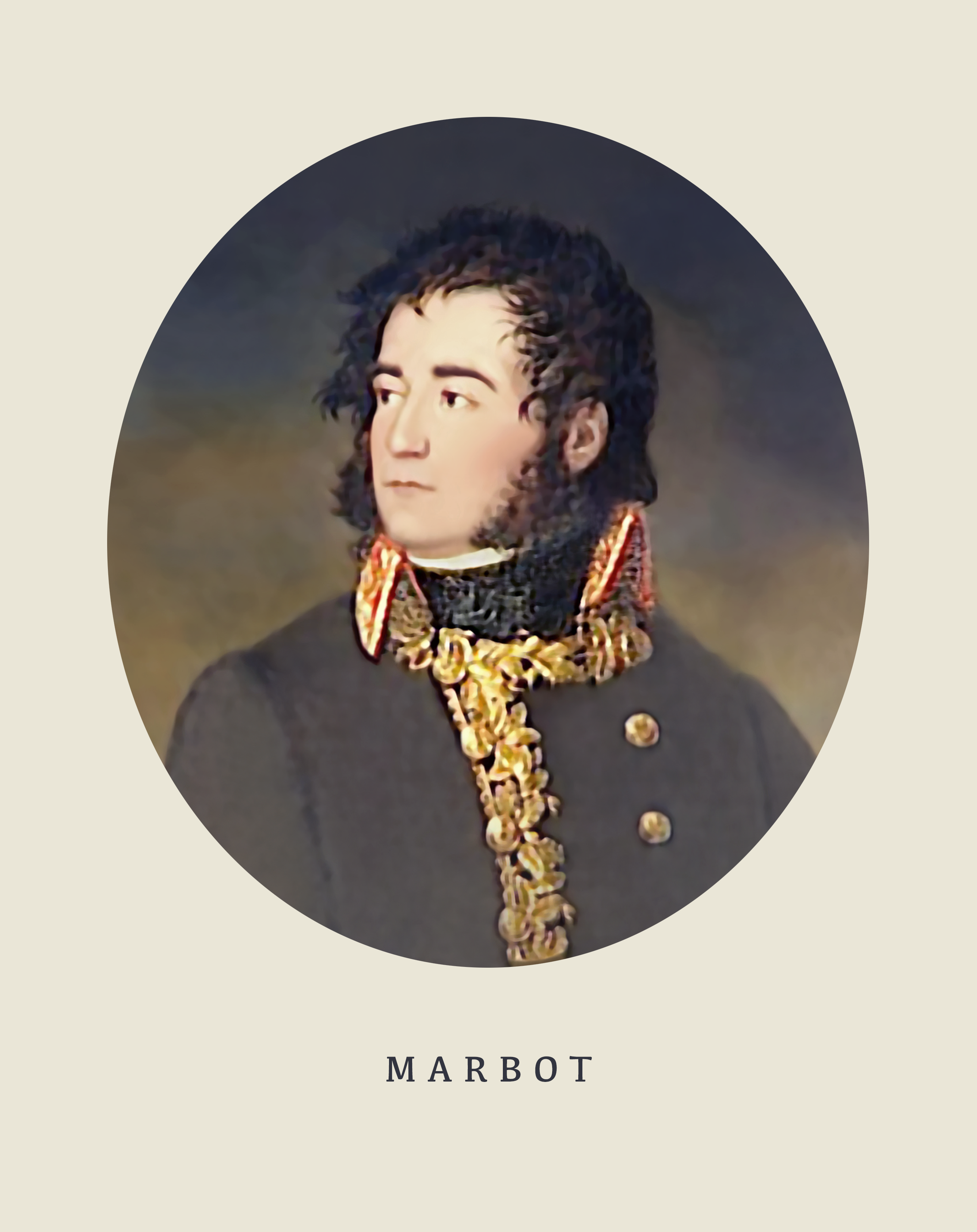
Il generale Jean-Antoine Marbot

Albero genealogico parziale:
| Louis Marbot - (1600-), sposò nel 1631 Mathurine Delafon. |  | |  | |
|                                                           |  | Vincent Marbot - (1627-1699), nato a Beaulieu-sur-Dordogne, laureato in legge, sposò nel 1649 Claude de Vigier.             |  | |
|                                                           |  | |  | |
|                                                           |  | |  | Antoine Marbot - (1677-1732), nato a Puy-d'Arnac, mercante, sposò nel 1706 Anne Derieux.                                                                   |
|                                                           |  | |  | |
|                                                           |  | |  | Jean Marbot - (1706-1770), nato a Puy-d'Arnac, mercante, sposò nel 1733 Jeanne Faurie (1719-1779).                                                         |
|                                                           |  | |  | |
|                                                           |  | |  | Jean-François Marbot - (1749-), nato a Saint-Genest, mercante, sposò nel 1780 Perrine Kerbara (1756-).                                                     |
|                                                           |  | |  | |
|                                                           |  | |  | Pierre Marbot - (1783-1840), nato a Lorient, vice commissario della Marina, sposò nel 1812 Anne-Marie d'Aubert (1781-1854).                                |
|                                                           |  | |  | |
|                                                           |  | |  | François-Achille Marbot - (1817-1866), nato a Fort-de-France, governatore ad interim e ordinatore della Riunione, sposò nel 1842 Rose Labatut (1825-1907). |
|                                                           |  | |  | |
|                                                           |  | |  | Charles Marbot - (1847-1912), nato a Fort-de-France, commissario della Marina, sposò nel 1876 Jeanne-Marie Jaham Desrivaux (1859-1879).                    |
|                                                           |  | |  | |
|                                                           |  | |  | Louis Marbot - (1878-1931), nato a Puducherry, ingegnere, sposò nel 1913 Christine Mihière (1896-1978).                                                    |
|                                                           |  | |  | |
|                                                           |  | |  | René Marbot - (1922-2020), nato a Beirut, ufficiale e industriale, sposò nel 1950 Anne-Marie Lelièvre (1925-1985).                                         |
|                                                           |  | |  | |
|                                                           |  | Joseph Marbot - (1862-1929), nato a Basse-Terre, capitano di fregata, ufficiale di fanteria coloniale.                      |  | |
|                                                           |  | |  | |
|                                                           |  | Louis Marbot - (1630-), mercante, sposò nel 1657 Antoinette Barrade (1638-1708).                                            |  | |
|                                                           |  | |  | |
|                                                           |  | |  | Jean Marbot - (1658-1732), nato a Beaulieu-sur-Dordogne, mercante, sposò nel 1706 Anne Vaureille (-1758).                                                  |
|                                                           |  | |  | |
|                                                           |  | |  | Jean-Pierre Marbot - (1720-1775), nato a Altillac, mercante, Signore di La Rivière, sposò nel 1741 Antoinette Lacombe de Dauvis (1713-1765).               |
|                                                           |  | |  | |
|                                                           |  | |  | Jean-Antoine Marbot - (1754-1800), nato a Altillac, generale di divisione e uomo politico, sposò nel 1776 Marie-Louise de Certain Dupuy (1756-1826).       |
|                                                           |  | |  | |
|                                                           |  | |  | Adolphe Marbot - (1781-1844), nato a Altillac, maresciallo di campo, sposò Eudoxie de Moÿ de Sons.                                                         |
|                                                           |  | |  | |
|                                                           |  | Marcellin Marbot - (1782-1854), nato a Altillac, tenente generale, sposò nel 1811 Angélique Personne-Desbières (1790-1873). |  | |
|                                                           |  | |  | |
|                                                           |  | |  | Alfred Marbot - (1812-1865), pittore e storico. |
|                                                           |  | |  | |